# Франсиско Хавијер Мина
Мартин Франсиско Хавијер Мина и Лареа (шп. Martín Francisco Javier Mina y Larrea; Отао, 1. јул 1789 — Куерамаро, 11. новембар 1817) је био шпански адвокат и официр, који је касније постао важна личност Мексичког рата за независност.